# Wahlkreis Calvados VI
Der Wahlkreis Calvados VI ist seit 1986 ein Wahlkreis (französisch circonscription électorale) für die französische Nationalversammlung.

## Von 1986 bis 2010

### Wahlkreisgebiet
Gesetz vom 24. November 1986 – Der Wahlkreis umfasst 10 Kantone: Aunay-sur-Odon, Le Bény-Bocage, Bourguébus, Condé-sur-Noireau, Evrecy, Saint-Sever-Calvados, Thury-Harcourt, Vassy, Villers-Bocage und Vire.

### Ergebnisse

#### Parlamentswahl 1997
| Kandidaten                                      | Kandidaten           | Parteien                                                                                      | 1. Wahlgang | 1. Wahlgang | 2. Wahlgang | 2. Wahlgang |
| Kandidaten                                      | Kandidaten           | Parteien                                                                                      | Stimmen     | %           | Stimmen     | %           |
| ----------------------------------------------- | -------------------- | --------------------------------------------------------------------------------------------- | ----------- | ----------- | ----------- | ----------- |
|                                                 | Alain Tourretgewählt | PRS – Parti radical-socialiste                                                                | 14.869      | 28,8        | 27.880      | 50,5        |
|                                                 | René Garrec          | UDF – Union pour la démocratie française/PPDF                                                 | 19.109      | 37,0        | 27.274      | 49,5        |
|                                                 | Emmanuel Regnouf     | FN – Front national                                                                           | 5.896       | 11,4        |             |             |
|                                                 | François Bonnet      | PCF – Parti communiste français                                                               | 3.210       | 6,2         |             |             |
|                                                 | Jacques Leblanc      | ECO – Les Verts                                                                               | 2.308       | 4,5         |             |             |
|                                                 | Bernard Lejeune      | DVD – La Droite indépendante (Mouvement pour la France)                                       | 1.940       | 3,8         |             |             |
|                                                 | Jean-Paul Rodary     | ECO – Génération Écologie                                                                     | 1.586       | 3,1         |             |             |
|                                                 | Gérard Le Lay        | DIV – Union pour la semaine de 4 jours                                                        | 1.063       | 2,1         |             |             |
|                                                 | Micheline Dornier    | DVG – Solidarité, écologie, gauche alternative (Convention pour une alternative progressiste) | 996         | 1,9         |             |             |
|                                                 | Pierre Bellanger     | ECO – Mouvement écologiste indépendant                                                        | 602         | 1,2         |             |             |
| Gesamt                                          | Gesamt               | Gesamt                                                                                        | 51.579      | 100         | 55.154      | 100         |
|                                                 |                      |                                                                                               |             |             |             |             |
| Ungültige Stimmen                               | Ungültige Stimmen    | Ungültige Stimmen                                                                             | 3.568       | 6,5         | 3.383       | 5,8         |
| Wähler                                          | Wähler               | Wähler                                                                                        | 55.147      | 70,3        | 58.537      | 74,7        |
| Wahlberechtigte                                 | Wahlberechtigte      | Wahlberechtigte                                                                               | 78.403      |             | 78.402      |             |
|                                                 |                      |                                                                                               |             |             |             |             |
| Quellen: Innenministerium – Assemblée nationale |                      |                                                                                               |             |             |             |             |

#### Parlamentswahl 2002
| Kandidaten                                     | Kandidaten              | Parteien                                    | 1. Wahlgang | 1. Wahlgang | 2. Wahlgang | 2. Wahlgang |
| Kandidaten                                     | Kandidaten              | Parteien                                    | Stimmen     | %           | Stimmen     | %           |
| ---------------------------------------------- | ----------------------- | ------------------------------------------- | ----------- | ----------- | ----------- | ----------- |
|                                                | Jean-Yves Cousingewählt | UMP – Union pour la majorité présidentielle | 23.155      | 42,8        | 28.640      | 54,6        |
|                                                | Alain Tourret           | PRG – Parti radical de gauche               | 18.291      | 33,8        | 23.832      | 45,4        |
|                                                | Daniel Bassière         | FN – Front national                         | 4.721       | 8,7         |             |             |
|                                                | Didier Vergy            | CPNT – Chasse, pêche, nature et traditions  | 2.169       | 4,0         |             |             |
|                                                | Olivier Joliton         | VEC – Les Verts                             | 1.543       | 2,9         |             |             |
|                                                | Sylvie Vauthier         | LO – Lutte Ouvrière                         | 1.029       | 1,9         |             |             |
|                                                | François Bonnet         | COM – Parti communiste français             | 963         | 1,8         |             |             |
|                                                | Lucy Broust             | MPF – Mouvement pour la France              | 554         | 1,0         |             |             |
|                                                | Laurence Benigni        | MNR – Mouvement national républicain        | 449         | 0,8         |             |             |
|                                                | Victor Brun             | DIV – Concordat citoyen                     | 446         | 0,8         |             |             |
|                                                | Martine Liabeuf-Ouin    | ECO – Mouvement écologiste indépendant      | 341         | 0,6         |             |             |
|                                                | Alain Champain          | ECO – Génération Écologie                   | 273         | 0,5         |             |             |
|                                                | Joël Gautier            | EXD – Candidat non classé                   | 156         | 0,3         |             |             |
| Gesamt                                         | Gesamt                  | Gesamt                                      | 54.090      | 100         | 52.472      | 100         |
|                                                |                         |                                             |             |             |             |             |
| Ungültige Stimmen                              | Ungültige Stimmen       | Ungültige Stimmen                           | 1.279       | 2,3         | 1.749       | 3,2         |
| Wähler                                         | Wähler                  | Wähler                                      | 55.369      | 66,2        | 54.221      | 64,9        |
| Wahlberechtigte                                | Wahlberechtigte         | Wahlberechtigte                             | 83.595      |             | 83.596      |             |
|                                                |                         |                                             |             |             |             |             |
| Quellen: Innenministerium, Ergebnis – Parteien |                         |                                             |             |             |             |             |

#### Parlamentswahl 2007
| Kandidaten               | Kandidaten               | Parteien                                                      | 1. Wahlgang | 1. Wahlgang | 2. Wahlgang | 2. Wahlgang |
| Kandidaten               | Kandidaten               | Parteien                                                      | Stimmen     | %           | Stimmen     | %           |
| ------------------------ | ------------------------ | ------------------------------------------------------------- | ----------- | ----------- | ----------- | ----------- |
|                          | Jean-Yves Cousingewählt  | UMP – Union pour un mouvement populaire                       | 26.012      | 46,9        | 30.064      | 54,8        |
|                          | Alain Tourret            | RDG – Parti radical de gauche                                 | 16.248      | 29,3        | 24.771      | 45,2        |
|                          | Franck Lelièvre          | UDFD – Union pour la démocratie française/Mouvement démocrate | 3.635       | 6,6         |             |             |
|                          | Jean-Baptiste Lemazurier | FN – Front national                                           | 1.809       | 3,3         |             |             |
|                          | Pascal Giloire           | VEC – Les Verts                                               | 1.640       | 3,0         |             |             |
|                          | Didier Vergy             | CPNT – Chasse, pêche, nature et traditions                    | 1.391       | 2,5         |             |             |
|                          | Gérard Leroy             | EXG – Ligue communiste révolutionnaire                        | 1.222       | 2,2         |             |             |
|                          | Claudine Carin           | COM – Parti communiste français                               | 682         | 1,2         |             |             |
|                          | Sylvie Bernard           | ECO – Mouvement écologiste indépendant                        | 611         | 1,1         |             |             |
|                          | Anne Flambard            | EXG – Gauche alternative 2007 (Les Alternatifs – Sonst.)      | 545         | 1,0         |             |             |
|                          | Isabelle Peltre          | EXG – Lutte ouvrière                                          | 500         | 0,9         |             |             |
|                          | Véronique Roulle         | MPF – Mouvement pour la France                                | 486         | 0,9         |             |             |
|                          | Stéphanie Fouque         | DIV – Unabh.                                                  | 288         | 0,5         |             |             |
|                          | Françoise Levaigneur     | EXD – Mouvement national républicain                          | 218         | 0,4         |             |             |
|                          | Fanny Anne               | DIV – Unabh.                                                  | 149         | 0,3         |             |             |
|                          | Michel Menneson          | DVD – Alternative libérale                                    | 52          | 0,1         |             |             |
| Gesamt                   | Gesamt                   | Gesamt                                                        | 55.488      | 100         | 54.835      | 100         |
|                          |                          |                                                               |             |             |             |             |
| Ungültige Stimmen        | Ungültige Stimmen        | Ungültige Stimmen                                             | 1.087       | 1,9         | 1.514       | 2,7         |
| Wähler                   | Wähler                   | Wähler                                                        | 56.575      | 63,8        | 56.349      | 63,5        |
| Wahlberechtigte          | Wahlberechtigte          | Wahlberechtigte                                               | 88.719      |             | 88.719      |             |
|                          |                          |                                                               |             |             |             |             |
| Quelle: Innenministerium |                          |                                                               |             |             |             |             |

## Seit 2010

### Wahlkreisgebiet
- Découpage électoral: Ordonnanz n° 2009-935 vom 29. Juli 2009[2] (Ratifikation: Gesetz n° 2010-165 vom 23. Februar 2010[3]) – Keine territorialen Änderungen.
- Redécoupage cantonal: Dekret vom 17. Februar 2014.[4]

### Ergebnisse

#### Parlamentswahl 2012
| Kandidaten               | Kandidaten              | Parteien                                | 1. Wahlgang | 1. Wahlgang | 2. Wahlgang | 2. Wahlgang |
| Kandidaten               | Kandidaten              | Parteien                                | Stimmen     | %           | Stimmen     | %           |
| ------------------------ | ----------------------- | --------------------------------------- | ----------- | ----------- | ----------- | ----------- |
|                          | Alain Tourretgewählt    | RDG – Parti radical de gauche           | 22.826      | 41,5        | 29.570      | 53,3        |
|                          | Jean-Yves Cousin        | UMP – Union pour un mouvement populaire | 20.669      | 37,6        | 25.940      | 46,7        |
|                          | Marie-Françoise Leboeuf | FN – Front national                     | 5.860       | 10,6        |             |             |
|                          | Viviane Boufrou         | FG – Front de gauche (Parti de gauche)  | 2.066       | 3,8         |             |             |
|                          | Laurent Decker          | VEC – Europe Écologie Les Verts         | 1.875       | 3,4         |             |             |
|                          | Hubert Heuzé            | PRV – Parti radical valoisien           | 496         | 0,9         |             |             |
|                          | Serge Lèzement          | DVG – Mouvement républicain et citoyen  | 369         | 0,7         |             |             |
|                          | Gérard Leroy            | EXG – Nouveau Parti anticapitaliste     | 336         | 0,6         |             |             |
|                          | Pascale Georget         | EXG – Lutte Ouvrière                    | 273         | 0,5         |             |             |
|                          | Christiane Hérouard     | DVD – Debout la République              | 269         | 0,5         |             |             |
| Gesamt                   | Gesamt                  | Gesamt                                  | 55.039      | 100         | 55.510      | 100         |
|                          |                         |                                         |             |             |             |             |
| Ungültige Stimmen        | Ungültige Stimmen       | Ungültige Stimmen                       | 1.042       | 1,9         | 1.479       | 2,6         |
| Wähler                   | Wähler                  | Wähler                                  | 56.081      | 61,6        | 56.989      | 62,6        |
| Wahlberechtigte          | Wahlberechtigte         | Wahlberechtigte                         | 90.979      |             | 90.970      |             |
|                          |                         |                                         |             |             |             |             |
| Quelle: Innenministerium |                         |                                         |             |             |             |             |

#### Parlamentswahl 2017
| Kandidaten               | Kandidaten               | Parteien                                   | 1. Wahlgang | 1. Wahlgang | 2. Wahlgang | 2. Wahlgang |
| Kandidaten               | Kandidaten               | Parteien                                   | Stimmen     | %           | Stimmen     | %           |
| ------------------------ | ------------------------ | ------------------------------------------ | ----------- | ----------- | ----------- | ----------- |
|                          | Alain Tourretgewählt     | REM – La République en marche              | 17.108      | 37,0        | 24.289      | 68,3        |
|                          | Jean-Philippe Roy        | FN – Front national                        | 6.262       | 13,5        | 11.252      | 31,7        |
|                          | Hubert Picard            | UDI – Union des démocrates et indépendants | 5.627       | 12,2        |             |             |
|                          | Paul Demeilliers         | FI – La France insoumise                   | 4.767       | 10,3        |             |             |
|                          | Pascal Martin            | DVD – Unabh.                               | 4.035       | 8,7         |             |             |
|                          | Sibylle Corblet Aznar    | ECO – Europe Écologie Les Verts            | 2.341       | 5,1         |             |             |
|                          | Evelyne Stirn            | DVD – Diss. Les Républicains               | 1.804       | 3,9         |             |             |
|                          | Chantal Beaudoin         | RDG – Parti radical de gauche              | 1.676       | 3,6         |             |             |
|                          | Thomas Gallice           | DLF – Debout la France                     | 746         | 1,6         |             |             |
|                          | Virginie Poirier         | COM – Parti communiste français            | 622         | 1,3         |             |             |
|                          | Pascale Georget          | EXG – Lutte Ouvrière                       | 385         | 0,8         |             |             |
|                          | Serge Lèzement           | DVG – Mouvement républicain et citoyen     | 324         | 0,7         |             |             |
|                          | Bruno Hirout             | EXD – Parti de la France                   | 230         | 0,5         |             |             |
|                          | Audrey Mabboux-Stromberg | DIV – Union populaire républicaine         | 203         | 0,4         |             |             |
|                          | Yvan Yonnet              | DVG – Parti de la démondialisation         | 93          | 0,2         |             |             |
| Gesamt                   | Gesamt                   | Gesamt                                     | 46.223      | 100         | 35.541      | 100         |
|                          |                          |                                            |             |             |             |             |
| Leere Stimmzettel        | Leere Stimmzettel        | Leere Stimmzettel                          | 1.130       | 2,4         | 3.579       | 8,8         |
| Ungültige Stimmzettel    | Ungültige Stimmzettel    | Ungültige Stimmzettel                      | 566         | 1,2         | 1.596       | 3,9         |
| Wähler                   | Wähler                   | Wähler                                     | 47.919      | 51,3        | 40.716      | 43,5        |
| Wahlberechtigte          | Wahlberechtigte          | Wahlberechtigte                            | 93.349      |             | 93.551      |             |
|                          |                          |                                            |             |             |             |             |
| Quelle: Innenministerium |                          |                                            |             |             |             |             |

#### Parlamentswahl 2022
| Kandidaten               | Kandidaten             | Parteien                                                                   | 1. Wahlgang | 1. Wahlgang | 2. Wahlgang | 2. Wahlgang |
| Kandidaten               | Kandidaten             | Parteien                                                                   | Stimmen     | %           | Stimmen     | %           |
| ------------------------ | ---------------------- | -------------------------------------------------------------------------- | ----------- | ----------- | ----------- | ----------- |
|                          | Élisabeth Bornegewählt | ENS – Ensemble ! (La République en marche)                                 | 16.491      | 34,3        | 23.437      | 52,5        |
|                          | Noé Gauchard           | NUP – Nouvelle union populaire écologique et sociale (La France insoumise) | 11.786      | 24,5        | 21.233      | 47,5        |
|                          | Jean-Philippe Roy      | RN – Rassemblement National                                                | 10.447      | 21,7        |             |             |
|                          | Lynda Lahalle          | DVD – Les Républicains – Les Centristes                                    | 3.473       | 7,2         |             |             |
|                          | Valérie Dupont         | REC – Reconquête                                                           | 1.342       | 2,8         |             |             |
|                          | Mickaël Guettier       | DSV – Debout la France                                                     | 1.195       | 2,5         |             |             |
|                          | Anne-Lyse Mbelo        | DVG – Fédération de la gauche républicaine                                 | 889         | 1,9         |             |             |
|                          | François Ormain        | DVC – Unabh.                                                               | 723         | 1,5         |             |             |
|                          | Bruno Battail          | ECO – Parti animaliste                                                     | 672         | 1,4         |             |             |
|                          | Pascale Georget        | DXG – Lutte Ouvrière                                                       | 547         | 1,1         |             |             |
|                          | Jemâa Saad             | DVG – Écologie au centre                                                   | 486         | 1,0         |             |             |
| Gesamt                   | Gesamt                 | Gesamt                                                                     | 48.051      | 100         | 44.670      | 100         |
|                          |                        |                                                                            |             |             |             |             |
| Leere Stimmzettel        | Leere Stimmzettel      | Leere Stimmzettel                                                          | 827         | 1,7         | 2.602       | 5,4         |
| Ungültige Stimmzettel    | Ungültige Stimmzettel  | Ungültige Stimmzettel                                                      | 463         | 0,9         | 1.285       | 2,6         |
| Wähler                   | Wähler                 | Wähler                                                                     | 49.341      | 51,2        | 48.557      | 50,3        |
| Wahlberechtigte          | Wahlberechtigte        | Wahlberechtigte                                                            | 96.452      |             | 96.463      |             |
|                          |                        |                                                                            |             |             |             |             |
| Quelle: Innenministerium |                        |                                                                            |             |             |             |             |

#### Parlamentswahl 2024
| Kandidaten               | Kandidaten             | Parteien                                           | 1. Wahlgang | 1. Wahlgang | 2. Wahlgang | 2. Wahlgang |
| Kandidaten               | Kandidaten             | Parteien                                           | Stimmen     | %           | Stimmen     | %           |
| ------------------------ | ---------------------- | -------------------------------------------------- | ----------- | ----------- | ----------- | ----------- |
|                          | Élisabeth Bornegewählt | ENS – Ensemble pour la République (Renaissance)    | 19.213      | 28,9        | 35.962      | 56,4        |
|                          | Nicolas Calbrix        | RN – Rassemblement National                        | 24.077      | 36,3        | 27.851      | 43,6        |
|                          | Noé Gauchard           | UG – Nouveau Front populaire (La France insoumise) | 15.376      | 23,2        |             |             |
|                          | Lynda Lahalle          | DVC – Les Centristes                               | 5.080       | 7,7         |             |             |
|                          | Philippe Ambourg       | DSV – Debout la France                             | 1.128       | 1,7         |             |             |
|                          | Esteline Caillemer     | REC – Reconquête                                   | 650         | 1,0         |             |             |
|                          | Pascale Georget        | EXG – Lutte Ouvrière                               | 616         | 0,9         |             |             |
|                          | Bérengère Lareynie     | EXG – NPA – Révolutionnaires                       | 262         | 0,4         |             |             |
| Gesamt                   | Gesamt                 | Gesamt                                             | 66.402      | 100         | 63.813      | 100         |
|                          |                        |                                                    |             |             |             |             |
| Leere Stimmzettel        | Leere Stimmzettel      | Leere Stimmzettel                                  | 1.589       | 2,3         | 3.388       | 4,9         |
| Ungültige Stimmzettel    | Ungültige Stimmzettel  | Ungültige Stimmzettel                              | 708         | 1,0         | 1.350       | 2,0         |
| Wähler                   | Wähler                 | Wähler                                             | 68.699      | 71,3        | 68.551      | 71,1        |
| Wahlberechtigte          | Wahlberechtigte        | Wahlberechtigte                                    | 96.333      |             | 96.357      |             |
|                          |                        |                                                    |             |             |             |             |
| Quelle: Innenministerium |                        |                                                    |             |             |             |             |